# Gilles III de Soyécourt
Pour les autres membres de la famille, voir Maison de Soyécourt.
Gilles III de Soyécourt (vers 1385-1437), seigneur de Soyécourt, était un noble picard qui participa à la Guerre de Cent Ans.

## Biographie

### Famille
Gilles III était le fils de Jean Ier de Soyécourt († 1422) et d'Isabeau de Gouy († décembre 1438?). Il était seigneur de Soyécourt, de Franvillers, de Torcy.
En 1423, il épousa Marguerite de Mailly, dame du Grand Manoir près de Lihons, fille de Gilles de Mailly, seigneur de Lorsignol et de Bours et de Jeanne de Billy, vicomtesse d'Oulchy. Par testament de 1433, elle légua sa terre du Grand Manoir à son mari. Elle décéda en 1448.
Gilles III eut deux fils, Gilles IV de Soyécourt († 1479) et Louis de Soyécourt († 1465), seigneur de Gouy-en-Artois, Bavincourt et Verton.
Il acquit le 25 novembre 1436 de sa nièce, Marie de Conty, les seigneuries de Coutes et de Belleuse.

### Carrière militaire et diplomatique
En 1430,  Gilles III de Soyécourt participa au Siège de Compiègne où il se fit remarqué et fut armé chevalier par le duc de Bourgogne Philippe le Bon. C'est lors de cette opération militaire que Jeanne d'Arc fut faite prisonnière.
Il fut l'un des plénipotentiaires du roi Charles VII pour négocier le traité d'Arras avec le duc de Bourgogne, en 1435.

## Pour approfondir